# コンプリート百恵回帰
『コンプリート百恵回帰』（コンプリートももえかいき）は、山口百恵のベスト・アルバム。2005年5月25日にソニー・ミュージックダイレクトよりリリースされた。

## 解説
- ニューアレンジ＋別ボーカルトラックを使用して編集した百恵回帰シリーズの3作『百恵回帰』『歌い継がれてゆく歌のように -百恵回帰II-』『惜春 譜』の収録曲全てをリマスタリングしてまとめた2枚組。
- Disc-1はシングル曲、Disc-2はアルバム曲とシングルのB面曲を、それぞれ発売逆順に収録している。
- Disc-2には、ボーナストラックとして「いい日旅立ち」と「秋桜」のオリジナル・カラオケを収録。
- 「謝肉祭」の発売自粛が解禁になり、約8年振りにベストアルバムへの収録が復活した。尚、オリジナルバージョンの収録復活は2007年7月発売の『山口百恵ベスト・コレクション VOL.2』、『MOMOE PREMIUM update』及び『Complete MOMOE PREMIUM』である。

## 収録曲

### Disc-1
1. さよならの向う側
2. ロックンロール・ウィドウ
3. 謝肉祭
4. しなやかに歌って
5. 愛の嵐
6. 美・サイレント
7. 曼珠沙華
  - シングル「美・サイレント」B面
    - アルバム『曼珠沙華』よりカット
8. いい日旅立ち
9. 絶体絶命
10. プレイバックPart2
11. 乙女座 宮
12. 秋桜
13. イミテイション・ゴールド
14. 夢先案内人
15. 横須賀ストーリー

### Disc-2
1. あなたへの子守唄
  - 1979年に制作されたもののお蔵入りとなり、引退後の1982年に発表された
  - ベストアルバム『Again 百恵 あなたへの子守唄』収録曲
2. Crazy Love
  - アルバム『This is my trial』収録曲
3. This is my trial（私の試練）
  - アルバム『This is my trial』収録曲
4. 哀愁のコニーアイランド
  - アルバム『メビウス・ゲーム』収録曲
5. 娘たち
  - シングル「しなやかに歌って」B面
6. DANCIN' IN THE RAIN
  - アルバム『L.A. Blue』収録曲
7. おだやかな構図
  - アルバム『A Face in a Vision』収録曲
8. 惜春通り
  - アルバム『曼珠沙華』収録曲
  - 1994年4月にシングルとして発売
9. ラスト・ソング
  - アルバム『ドラマチック』収録曲
10. 最後の頁
  - シングル「秋桜」B面
11. BLACK CAB（ロンドン・タクシー）
  - アルバム『GOLDEN FLIGHT』収録曲
12. 歌い継がれてゆく歌のように
  - アルバム『百恵白書』収録曲
13. いい日旅立ち（オリジナル・カラオケ）
14. 秋桜（オリジナル・カラオケ）

## 関連作品
- 百恵回帰
- 歌い継がれてゆく歌のように -百恵回帰II-
- 惜春通り
- 惜春 譜